# Анджей Голота
А̀нджей Ян Голо̀та (на полски: Andrzej Jan Gołota; на английски: Andrew Golota) е полски боксьор – аматьор и професионалист в тежка категория.
Четирикратен шампион на Полша. Бронзов медалист от Европейския шампионат през 1989 година. Бронзов медалист от Летните олимпийски игри 1988 в Сеул.
Единствен боксьор в историята на тежка категория, който се бие за всички основни титли („Световен боксов съвет“ WBC, „Световна боксова федерация“ IBF, „Световна боксова асоциация“ WBA и „Световна боксова организация“ WBO), като не успява да спечели нито една.
Сред най-скандалните боксьори в историята на професионалния бокс.